# Forschungsstation Kap Baranow
Koordinaten: 79° 16′ 44″ N, 101° 37′ 32″ O
Die Forschungsstation Kap Baranow (russisch полярная станция «Мыс Баранова», wiss. Transliteration poljarnaja stancija «Mys Baranova») befindet sich im Norden der Bolschewik-Insel im Archipel Sewernaja Semlja. Sie ist die größte Forschungsstation in der russischen Arktis.

## Lage
Sewernaja Semlja gehört zu den am wenigsten erforschten Regionen des Arktischen Ozeans. Die Station befindet sich an der Westseite des Kaps Baranow in 30 m Höhe über der Schokalski-Straße, die die Bolschewik-Insel von der Insel der Oktoberrevolution trennt. Die Meerenge ist hier etwa 40 km breit und bis zu 350 m tief. Die Umgebung der Station besitzt den Charakter einer polaren Wüste mit zahlreichen Seen. Das Gebiet zeichnet sich durch ein breites Spektrum an natürlich gebildetem Eis aus: Festeis und Treibeis, Eisberge, vereiste Seen und Flüsse sowie bis zu 800 m hohe Eiskappen.
Der nächste Flughafen befindet sich im 800 km entfernten Chatanga. Von dort ist die Station mit dem Hubschrauber zu erreichen. Das Trinkwasser für die Station wird aus dem fünf Kilometer entfernten See Osero Twerdoje geholt.

## Geschichte
Die Forschungsstation Kap Baranow wurde 1986 vom Arktischen und Antarktischen Forschungsinstitut zur Durchführung und Unterstützung von Forschungsprogrammen in der Hocharktis gegründet. Zu dieser Zeit arbeiteten bis zu 100 Wissenschaftler gleichzeitig in der Station, fünfmal so viele wie heute. Nach dem Zusammenbruch der Sowjetunion wurde die staatliche Finanzierung 1991 eingestellt. Die Stationsgebäude wurden aber noch fünf Jahre lang touristisch genutzt. Insgesamt wohnten etwa 200 Besucher zeitweilig hier. Dann wurde sie 17 Jahre der Natur überlassen. Als die russische Eisdriftstation „Nordpol-40“ durch Eisbruch in Gefahr geriet, wurden Teilnehmer und Material vom Atomeisbrecher Jamal im Juni 2013 zur ehemaligen Forschungsstation Kap Baranow gebracht. Im August 2013 wurde diese wiedereröffnet. Die meisten der alten Gebäude konnten wieder nutzbar gemacht werden. Einige neue kamen hinzu. Die Station ist heute die größte in der russischen Arktis und wieder ganzjährig besetzt.

## Klima
Die klimatischen Bedingungen in der Umgebung der Station unterliegen starken jahreszeitlichen Schwankungen. Die Polarnacht dauert vom 22. Oktober bis 22. Februar und der Polartag vom 22. April bis 22. August. Es herrscht ein arktisches Klima mit Permafrost. Nur im Sommer taut an der Oberfläche eine 30 bis 40 cm dicke Bodenschicht auf. Die Lufttemperatur liegt im Sommer bei 0 bis 4 °C, im Winter zwischen −25 und −45 °C. Die Jahresdurchschnittstemperatur beträgt −16 °C. An der Station wehen anhaltende Winde in überwiegend südliche Richtung und mit einer Durchschnittsgeschwindigkeit von 10 bis 15 m/s. In den Übergangsjahreszeiten können Windgeschwindigkeiten von 50 m/s auftreten.

## Forschung
Die Hauptarbeitsgebiete der Station Kap Baranow sind:
- routinemäßige und ganzjährige meteorologische, ozeanographische, hydrologische, geophysikalische, glaziologische und biologische Beobachtungen,
- die Durchführung eines umfassenden Monitorings des Zustands und der Verschmutzung der Umwelt,
- Untersuchungen des Gasaustauschs zwischen der Atmosphäre und dem Eismeer sowie zwischen der Atmosphäre und dem Boden,
- die Durchführung von Experimenten zur Erforschung der den Klimawandel in den hohen Breiten der Arktis ausmachenden Prozesse und die Bewertung ihrer Auswirkungen auf die Umwelt und das Ökosystem der Arktis in Russland.

Darüber hinaus wird die Station zur Unterstützung der Logistik der Polarforschung in der Hocharktis genutzt, einschließlich der Absicherung der jährlichen russischen Eisdriftexpeditionen oder der MOSAiC-Expedition.
Die Forschungsstation war in das deutsch-russische Forschungsprojekt „CATS – Das arktische transpolare System im Wandel“ einbezogen, das  während seiner Laufzeit von 2017 bis 2020 vom Helmholtz-Zentrum für Ozeanforschung Kiel (GEOMAR) koordiniert wurde.